# Bendix Edvard Bendixen
Bendix Edvard Reutz Bendixen, född 1838 i Bergen, död 1918, var en norsk historiker, arkeolog och skolman, chef för Tanks skole i Bergen 1875–1908.
Bendixen företog från 1869 till 1890-talet en rad arkeologiska undersökningar på Vestlandet, i form av registreringar och mindre utgrävningar. Senare riktade han sitt intresse mer mot historisk forskning; hans undersökningar av Bergens historia och av vestlandsk konst- och kulturhistoria under medeltiden och senare har ett bestående värde. Hans huvudverk är De tyske haandverkere paa norsk grund i middelalderen (1912) och Kirkerne i Søndre Bergenhus amt (1904–1914). Han skrev många mindre artiklar i Bergen museums årsbok, och gav ut Hilbrandt Meyers Bergens beskrivelse och Bergens borgerbok, band 2.